# Сан-Симан (Сетубал)
Сан-Симан (порт. São Simão) — район (фрегезия) в Португалии, входит в округ Сетубал. Является составной частью муниципалитета Сетубал. Находится в составе крупной городской агломерации Большой Лиссабон. По старому административному делению входил в провинцию Эштремадура. Входит в экономико-статистический субрегион Полуостров Сетубал, который входит в Лиссабонский регион. Население составляет 4598 человек на 2001 год. Занимает площадь 21,62 км².